# Montagne Sainte-Victoire
Montagne Sainte-Victoire, äldre namn Montagne Sainte-Venture, är ett bergsmassiv i Provence i södra Frankrike, cirka 8 km öster om Aix-en-Provence. 
Dess högsta topp, Pic des mouches, når 1 011 meter. På en lägre topp på bergets västra del som är 946 meter hög står ett 19 meter högt kors, Croix de Provence. Berget är berömt för Paul Cézannes många målningar av berget.

## Galleri

Karta över Montagne Sainte-Victoire.
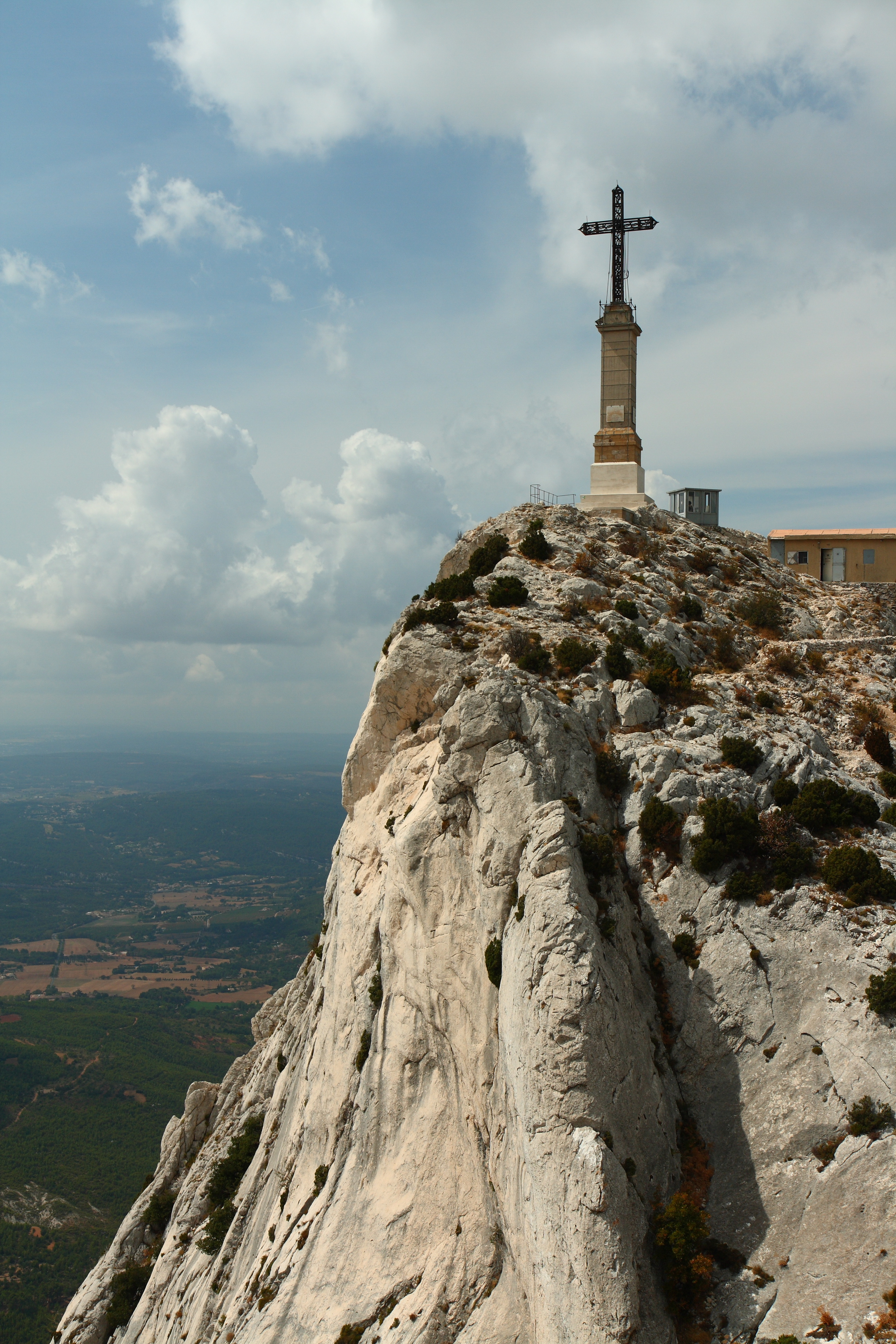
Croix de Provence.
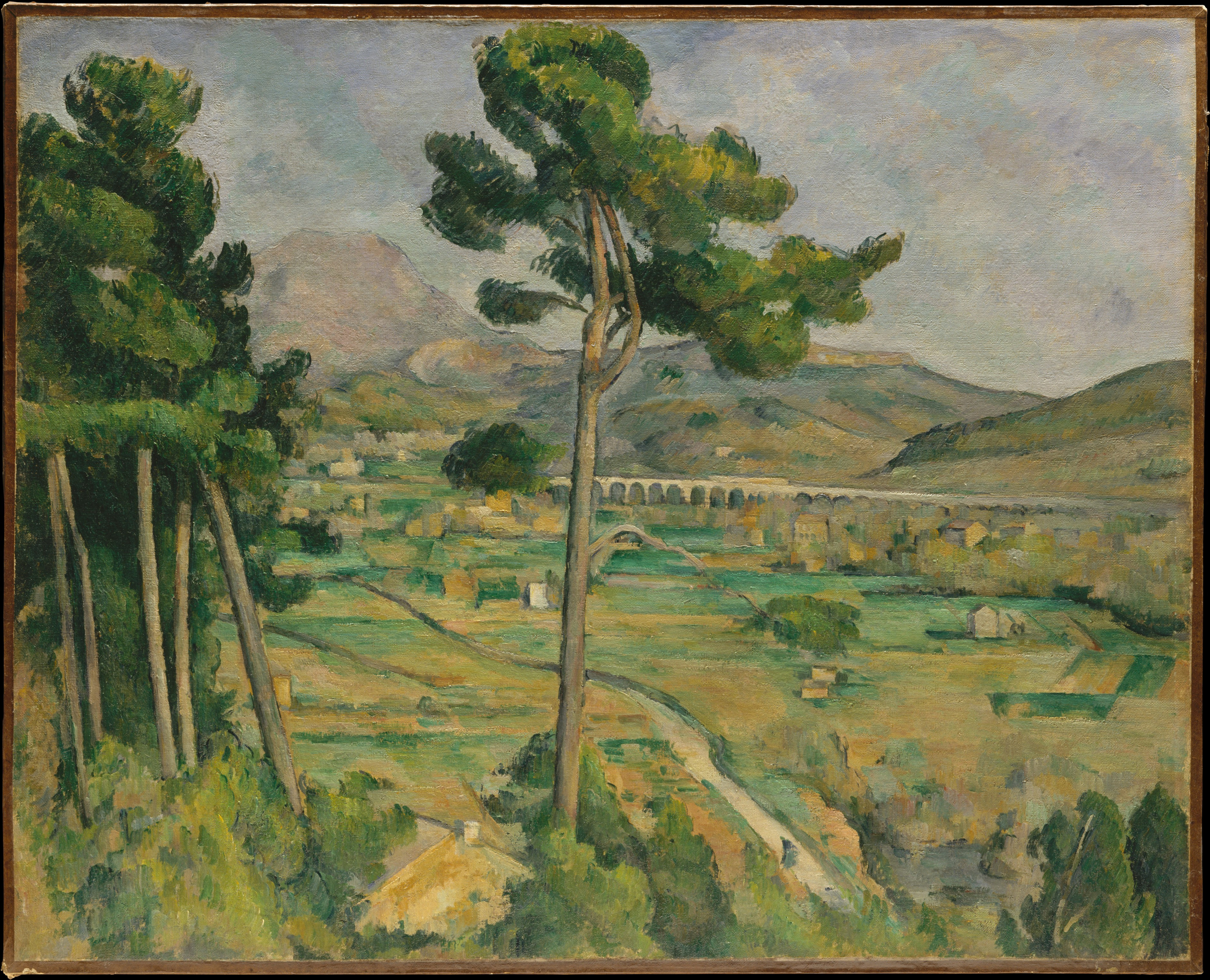
Paul Cézannes målning av berget från 1882–1885 är utställd på Metropolitan Museum of Art.